# Тайленгофен
Тайленгофен (нім. Theilenhofen) — громада в Німеччині, розташована в землі Баварія. Підпорядковується адміністративному округу Середня Франконія. Входить до складу району Вайсенбург-Гунценгаузен. Складова частина об'єднання громад Гунценгаузен.
Площа — 20,32 км2. Населення становить 1118 ос. (станом на 31 грудня 2020).

## Галерея

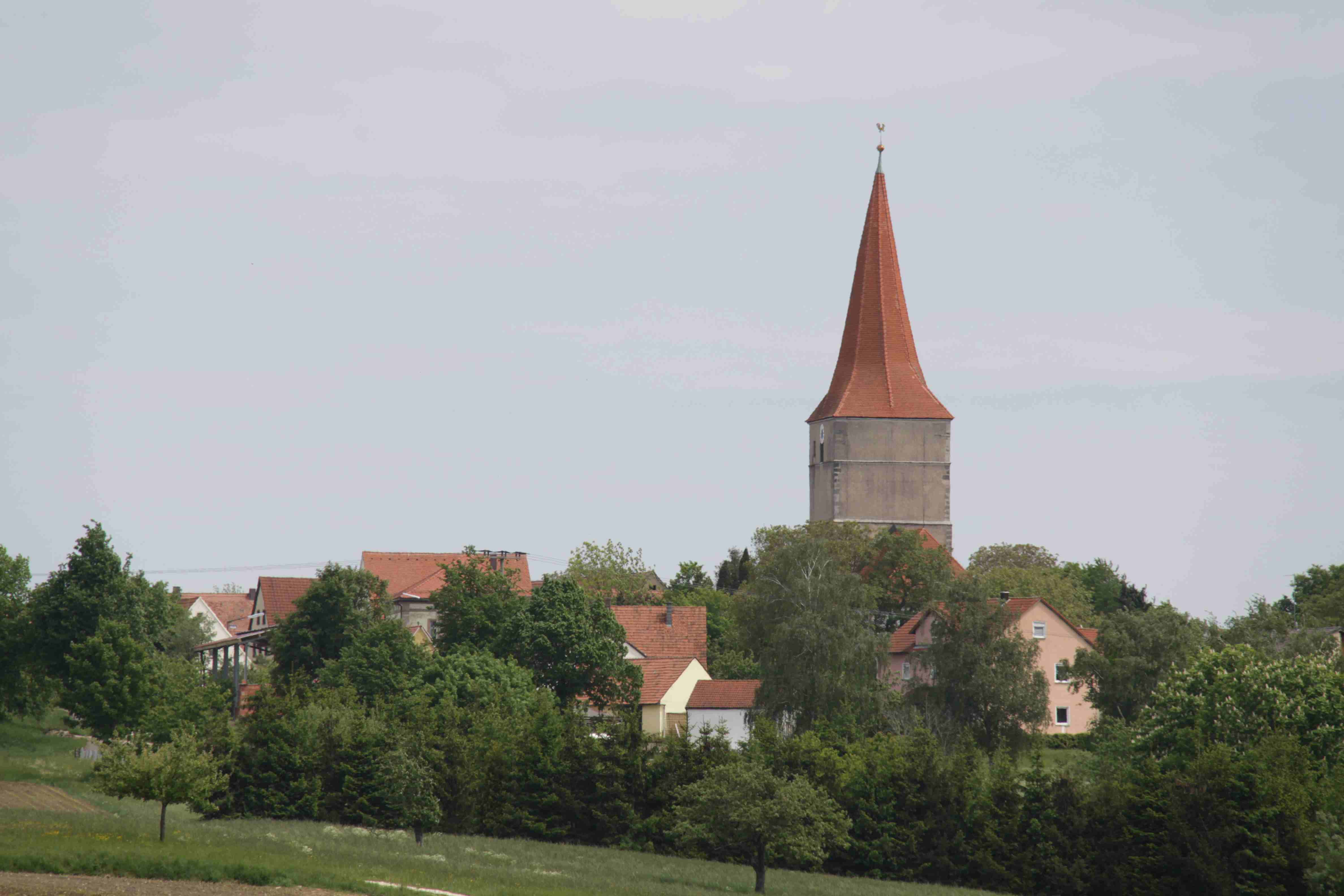
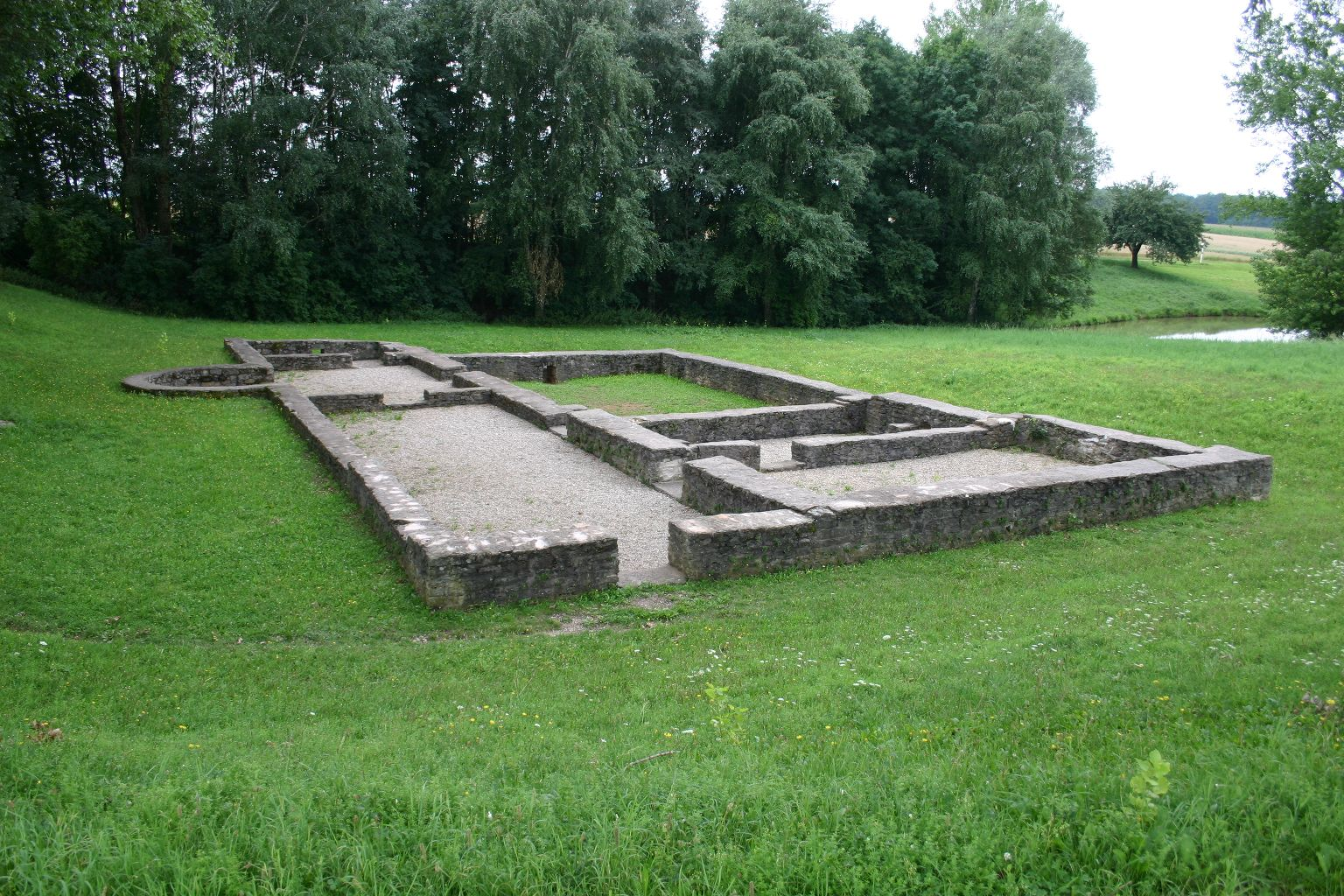